# Ancora noi
Ancora noi è il settimo album di Alessio, pubblicato nel 2011.

## Descrizione
Contiene tre brani inediti ed altri sette duettati in passato. Brano presente nella colonna sonora della serie di Gomorra e nel film dell'omonima serie.

## Tracce
1. Ancora noi – 3:55
2. Dimmi che mi ami – 3:59
3. Simme duje pazze 'nnammurate (feat. Nancy Coppola) – 3:57
4. Un beso bailando (feat. Ida Rendano) – 3:48
5. Senza perdono (feat. Stefania Lay) – 3:59
6. Dammi un'occasione (feat. Emiliana Cantone) – 4:21
7. Cu tte vò fà pace (feat. Gianluca) – 4:23
8. T'e 'nnammurato (feat. Piero Palumbo) – 3:19
9. Chella già fà ammore (feat. Anthony) – 4:49
10. Ce suoffre ancora (feat. Raffaello) – 4:29